# DOOM
『DOOM』（ドゥーム）は id Softwareが開発したビデオゲームである。ジャンルはファーストパーソン・シューティングゲーム（FPS）であり、1993年12月10日にMS-DOS向けのシェアウェアとして発売された。
本作は、プレイヤーキャラクターの一人称視点でゲームが進行し、そのほとんどが敵を撃ち殺すことに費やされる一方、探索をはじめとするアドベンチャーゲームとしての要素もある。世界観はサイエンス・フィクションとダーク・ファンタジーの要素を兼ね備えている。
Doomシリーズの第一作である本作は、FPSというジャンルの代表作として知られており、その人気は後発のFPSに多大な影響を与え、オンラインゲームの発展にも寄与している。その一方で、本作の暴力的な表現が問題視され、常に論争の的となってきた。

## 内容
本作は、プレイヤーキャラクターの一人称視点でゲーム進行し、そのほとんどが敵を撃ち殺すことに費やされるファーストパーソン・シューティングゲームであるが、単純なアクションゲーム然としたものではなく、秘密の部屋や隠されたアイテムを見つけたり、次のエリアに進むために鍵や遠隔操作の開閉装置を操作したりすることが必要となる、アドベンチャーゲーム的な探索の要素も持っている。
戦闘は銃撃戦が主体であり、散弾銃や拳銃といった現実にある銃器からBFG9000の様な架空の銃器までを駆使して、敵を倒していく。本作は狭い屋内での戦いが多く、銃撃戦を主体としながらも数メートルの間合いで撃ち合う事が多い。更に主人公の移動速度が極めて速く、敵の弾の多くは見てから避けられる遅さである事も相まって、FPSでありながら近接戦闘を中心としたゲームプレイが展開される。上達すると、高速戦闘により敵を次々となぎ倒すことができる。
敵は主に、火星基地に住んでいた海兵隊員が地獄の悪魔に寄生されてゾンビ化した者と、インプやサイバーデーモンなどといった地獄の悪魔達そのものに大別される。悪魔の中にはサイボーグ化された者もおり、サイエンス・フィクションとダーク・ファンタジーが入り混じった本作独自の趣を演出している。
美術や音楽はヘヴィメタルの影響を強く受けており、特に地獄の環境や悪魔の描写において、影響が顕著に表れている。
また、スタンドアローンでの単独プレイの他に、ネットワークを利用した2～4人プレイ用のゲームモードがあり、協力プレイ「co-operative」モードと対戦プレイ「deathmatch」モードの二つを楽しむことができる。このネットワークを介した対戦マルチプレイヤーは、本作の後にidが手掛けた『Quake』シリーズによってFPSおよびシュータージャンルにおける標準的なゲームモードとなった。
DOOMにも、当時の他のPCゲームと同様にチートコードが存在し、不死身、全武器入手、壁抜けなどの能力を持つことができる。

## 物語

### 構成
本作は「Knee-Deep in the Dead」、「Shores of Hell」、「Inferno」の三つのシナリオ（エピソード）から成り、それぞれ隠しステージとボスステージを含む 9つのステージで構成されている。シェアウェア版では、第1エピソード「Knee-Deep in the Dead」を無料でプレイすることができるが、第2エピソード「Shores of Hell」及び第3エピソード「Inferno」をプレイするためにはユーザ登録をするかパッケージ版を購入するかしなければならなかった。
1995年には、オリジナルの『DOOM』と追加シナリオ「Thy Flesh Consumed」を収録した『The Ultimate DOOM』がパッケージ発売された。「Thy Flesh Consumed」は、1994年に発売された『DOOM 2』よりも後に発表された事もあり、他の三つのエピソードよりも難易度が高い。
2021年現在出回っている物は『The Ultimate DOOM』に準拠しており、四つのエピソードが全て含まれている。

### あらすじ
火星の軍事企業Union Aerospace Corporation（UAC）は、火星の衛星フォボスとダイモス間で秘密裏に瞬間移動装置の実験を行っていたが、その実験中に偶然地獄へのゲートが開く。基地のセキュリティシステムは、ゲートからやってくる地獄の悪魔達を阻止することが出来ず、基地の人員は瞬く間に殺されゾンビと化し、火星から事件の調査のために派遣されたUACの部隊もすぐに音信不通となってしまう。
UAC部隊の唯一の生き残りとなった主人公の宇宙海兵隊員（ドゥームガイ）は、基地からの脱出を図る。

## 開発

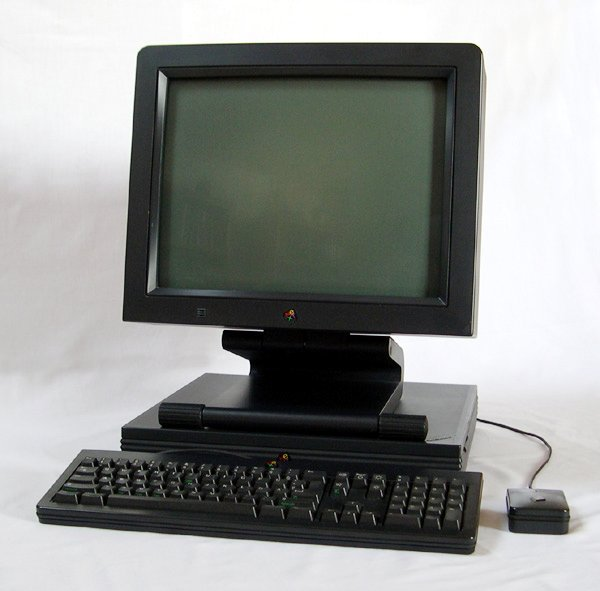
NeXTstation

『Wolfenstein 3D』発売後の1992年11月、id Softwareはファーストパーソンシューターゲーム「DOOM」の開発を決定した。
チームの一員であるトム・ホールは背景設定や基本仕様を記載した書類を作成しており、この時点では開発チームが親しんでいた『ダンジョンズ&ドラゴンズ』に似た内容になる予定だった。ところが、ジョン・カーマックとホールの間で意見の相違があり、結局ホールの案は取り下げられた。
議論によって、非直線的な壁の導入や、床や天井の高さに差異を持たせるといった基本的な仕様が決定した。
また、本作のワークステーションには前年購入したNeXTcubeが用いられたほか、ゲームデザイン及びレベルデザインは、アメリカン・マギーが担当した。
カーマックは本作の開発において、バイナリ空間分割による衝突判定を作成した。
本作は、「E2M7」と「Hanger」という最初期のバージョンを経て1993年2月4日にプレα版が出来上がった。
その後、スーパーファミコン版『Wolfenstein 3D』の移植トラブルの対処のため、一時本作の開発が休止されたものの、1993年4月にはα版が完成した。
さらにその後ホールが退社し、発売から10週間前に入社したサンディ・ピーターセンがホールの残したマップの調整や、新規マップの自作を担当した。
1993年10月にはプレス向けのバージョンが完成し、その2か月後の12月10日、本作の製品版が発売された。

### 美術
本作においては、新たな挑戦も行われた。

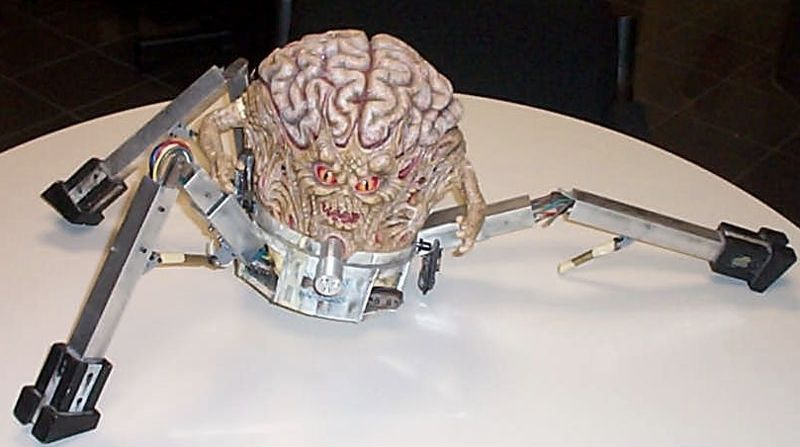
スパイダー・マスターマインドの模型。

たとえば、敵キャラクターのグラフィックは、コンセプトアートをもとにクレイモデルを作り、それをビデオ撮影した後、パソコンに取り込んで加工するという方式が取られた。
また、BFG9000などの武器類は、スタッフが玩具店で購入したおもちゃの映像を合成する形で作られた。
さらに、エイドリアン・カーマックの手により、本作では肉片が飛び散る様子が描かれており、この表現はエイドリアンから「ギブズ」（Gibs）と呼ばれている。
一方で、本作の敵キャラクターのグラフィックは平面で描かれており、3Dのポリゴンの導入は『Quake』を待つことになる。
加えて、カーマックが懸念していたポリゴン数の過多は後にDOOMエンジンにおける動作遅延問題として表面化するものの、カーマックはグラフィックの質を下げることはせず、別の方法で解決に持ち込んだ。

## 移植版
オリジナルである PC-DOS版の他、PC-9801＆9821、Microsoft Windows、QNX、Irix、NeXTSTEP、Linux、Classic Mac OS、スーパーファミコン、スーパー32X、PlayStation、ゲームボーイアドバンス、Atari Jaguar、セガサターン、3DOなど、多数のプラットフォームに移植されている。但しその全てがオリジナル版からの完全移植というわけではなく、スーパーファミコン版ではハードウェア性能の都合でグラフィックの質を下げている。
また、日本国内においては、イマジニアからPC-9801＆9821版とスーパーファミコン版が発売されたほか、セガ・エンタープライゼスからスーパー32X版が発売され、ソフトバンクからセガサターン版とPlayStation版が続編『Doom II』が収録したカプリング移植で発売された。PlayStation版では通信ケーブルを使った「対戦プレイ」や「協力プレイ」が可能。
その後、1990年代後半にオリジナルのソースコードがGNU General Public License下で公開され、ファンの手によって様々な移植、改変がなされた。歴史的名作であることと、ネタを含む技術的挑戦として、明らかに性能が不足している機材や、通常はゲームを動作させないような機材にDOOMを移植する試みも多数行われており、「DOOMが移植されていないハードはない」と言われるほどである。その末には、非電源のお絵描きおもちゃ「Etch A Sketch」でDOOMのゲーム画面を再現する者も現れている。
2019年7月26日に、idの親会社であるベセスダソフトワークスより、Nintendo Switch、PlayStation 4、Xbox One、Android向けに再リリース版が発売された。

### DOOM 64
『DOOM 64』は、ミッドウェイゲームズが開発しidが監修した、1997年に発売されたNINTENDO 64用ソフトである。
同作は、グラフィックやマップが大幅にリニューアルされ、ストーリーもオリジナル版からの続きであるため、本作および『DOOM II』の続編に相当する。
また、『DOOM』一作目のラスボスがスパイダー・マスターマインドだったのに対し、『DOOM 64』では、モンスターを生み出す母体・マザーデーモンに変更されている。
同作の日本語版には、日本語の説明書が付属している一方、ゲーム内における日本語はアイテムを入手した際などに表示されるメッセージのみで、字もカタカナであり、血の色が赤から緑に変更されている（敵にダメージを与えた時の出血のみ）。
2020年3月、Nightdive Studiosにより、Windows、Nintendo Switch、PlayStation 4、Xbox One向けに復刻移植された。日本でも発売されているが、日本語には対応していない。ただし、血の色が赤になった（オプションで緑に変更可能）。

## 反響
本作は大ヒットし、ロメロがある大学のサーバに本作をアップロードしようとした際に、うわさを聞いたファンからのアクセスがサーバに殺到してダウンするという出来事も発生した。
その後、開発者であるジョン・ロメロらがソースコードを公開したことにより、ユーザーによってDOOM WAD（「Where's All the Data?」の頭字語。現在で言うトータルコンバージョンMOD）と呼ばれる様々な拡張データの制作も行われた。
また、1990年代中頃からは、『Duke Nukem 3D』をはじめとする、「DOOMクローン」と呼ばれる亜種も多数作られている。

### 日本における反響
本作が販売された1993年当時の日本ではインターネットがあまり一般的ではなく、日本人が海外のゲームの情報を入手するのは簡単ではなかった。それでも、ニフティサーブなどのパソコン通信サービスにおける海外ゲームのフォーラムにて本作のシェアウェア版（体験版に相当）が公開されており、DWANGOでの対戦プレイを楽しんだり、WADをダウンロードして遊ぶファンもいた。
また、日本においては、FPSという単語が一般的ではなかったことから、これらのゲームは「DOOM系」と呼ばれていた。
4Gamer.netの奥谷海人は2013年の記事の中で、LANによるマルチプレイモードやWADの存在が画期的だったと述べている。

### 売り上げ
本作の売り上げにより、id Softwareには毎日のように10万ドルの利益が入るようになった 。
売り上げこそ150万本にとどまり、1200万本以上を売り上げた『MYST』などに及ばなかったものの、シェアウェア版（ダウンロード販売）の利用者は1500万人から2000万人にのぼると言われている。
開発スタッフの一人であるサンディ・ピーターセンは、最初の1年での売り上げは数十万本程度だったとし、海賊版の横行によって頭打ちになったのだろうと推測している。
専門家は1999年の時点におけるパッケージ版の売り上げは約2、300万本だろうとしている。

PC Zoneは全世界で約600万人が遊んだと推測している一方、発売から2年間で1000～2000万人が遊んだとみる者もいる

### 評価
雑誌ドラゴンでは、5つ星が付けられ、『Wolfenstein 3D』からハイスピードなアーケード調のシューターに進化した点や、オンラインプレイに対応している点などが評価された 。
Computer and Video Gamesでの評価は93%であり、テクスチャマッピングで構成されたステージが怖くて刺激的 （"the level of texture-mapped detail and the sense of scale is awe inspiring"）だとした一方で、過剰な暴力表現や、同じことの繰り返しになる点を指摘している。
日本のライター・片山裕もパソコン雑誌インターネットマガジンで組んだ本作の特集記事の中で、爽快感や面白さについて触れると同時に、残酷表現についても指摘し、子どもに見せるべきではないとしている。
"Computer Gaming World"誌のアンケート "Playing Lately?"（「最近何遊んだ？」の意味）では、1994年2月号分で本作が1位となり、「ワルな仲間たちと4人で遊ぶ『NetDoom』ほど病みつきになるものはない！…ぶっ通しで72時間も遊んだのはこんなのが初めて」（"No other game even compares to the addictiveness of NetDoom with four devious players! ... The only game I've stayed up 72+ straight hours to play"）や、「4人プレイできる『DOOM』は生産的で退屈な仕事をぶち壊す手っ取り早い手段だ」（"Linking four people together for a game of Doom is the quickest way to destroy a productive, boring evening of work".）といった読者からのコメントが寄せられた。
また、同誌ではネットワーク対戦などを評価する記事が掲載された一方、翌月号のレビューではグラフィックなどを称賛しつつもラスボスがぬるいといった指摘も寄せられた。
『エッジ』はゲームシステムが単純だとしたものの、グラフィックやステージ構成などを称賛した 。

### 受賞
1994年にはPC Gamer、Computer Gaming Worldの両誌においてGame of the Yearに輝いた。さらにPC MagazineのTechnical Excellence Award、Academy of Interactive Arts & Sciences の Best Action Adventure Gameを受賞し、2004年4月のPC Gamer10周年記念号においてもっとも影響力のあるゲームの一つに数えられた。
また、2007年3月12日、ニューヨークタイムズは、本作が時代を象徴するゲーム「ゲームカノン」の一つに選ばれたと報じ 、のちに本作は他のゲームカノンとともにアメリカ議会図書館に保管された。

### 批判
本作が発売された当時は、前年に発売された『モータルコンバット』をはじめとするゲームにおける残酷表現が問題視されており、スーパー32X版はその表現からESRBによってM指定（Mature,17歳以上対象）にされた 。
また、本作に用いられていたハードロックのBGMや悪魔をモチーフとしたデザインから反キリストが連想されることもあった。
さらに、1999年に発生したコロンバイン高校銃乱射事件の実行犯が本作のファンだったことが報じられた結果、本作は若者に害を及ぼす「殺人シミュレータ」とみなされ、FPSそのものが銃乱射事件と結び付けられた。
また、本作が仕事に対する重大な脅威となり、オンライン対戦やシェアウェアのダウンロードによってネットワークが妨げられたとするいくつかの報告書が存在しており、実際これらの問題のためにインテル などの企業や一部大学では勤務時間中のゲームプレイを禁止するという措置が取られた。

## 関連商品

### ゲーム
- Quake シリーズ - DOOMの後継シリーズ。
- ライセンス供与された DOOMエンジンを採用したFPS
  - 『Heretic（英語版）』
  - 『Hexen（英語版）』 - PS版、SS版、N64版の日本語版はDoomのPS版、SS版、N64版の日本語版と同じ、ゲームバンクから発売された。
  - 『Strife（英語版）』
  - 『HacX（英語版）』
- 『Marine Doom』 - DOOM II を基にアメリカ合衆国海兵隊が開発した訓練用ソフト。
- 『Doom: The Boardgame』 - 2005年1月31日に発売されたボードゲーム。

### 小説
いずれも Dafydd Ab Hugh と Brad Linaweaver の共同執筆
- Knee-Deep in the Dead
- Hell on Earth
- Infernal Sky
- Endgame